# Bengt Dahlbäck
Bengt Gustaf Dahlbäck, född 23 januari 1917 i Porjus, Jokkmokks församling, Norrbottens län, död 11 april 1991 i Stockholm, var en svensk museiman.
Dahlbäck blev filosofie licentiat 1947, amanuens på Nationalmuseum 1947, intendent där 1952, var bibliotekarie på Kungliga biblioteket 1956–1963, blev museilektor på Nationalmuseum 1963, förste intendent där 1966 samt var överintendent och chef 1969–1979. Han blev filosofie hedersdoktor vid Stockholms universitet 1969 och hedersledamot av Kungliga Akademien för de fria konsterna 1970. Han författade skrifter och artiklar i konst- och teaterhistoriska samt konstkritik.
Bengt Dahlbäck var son till driftschef Gunnar Dahlbäck och Lisa Andersson. Han var bror till överläkare Olle Dahlbäck och ingick 1977 äktenskap med Helena Dahlbäck Lutteman.